# Molos-Golf

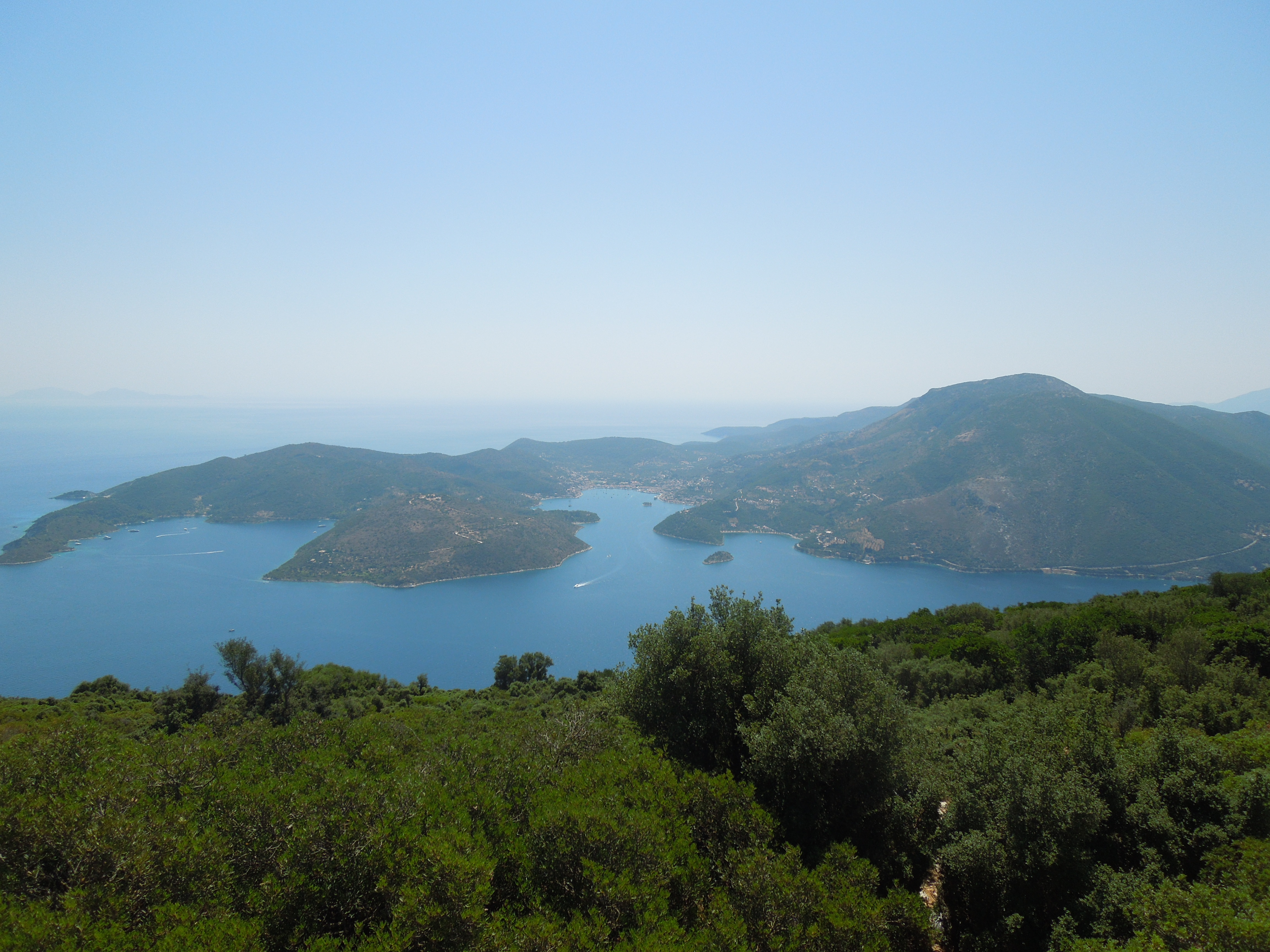
Blick vom Kloster Kathara über den Molos-Golf auf die Bucht von Vahty

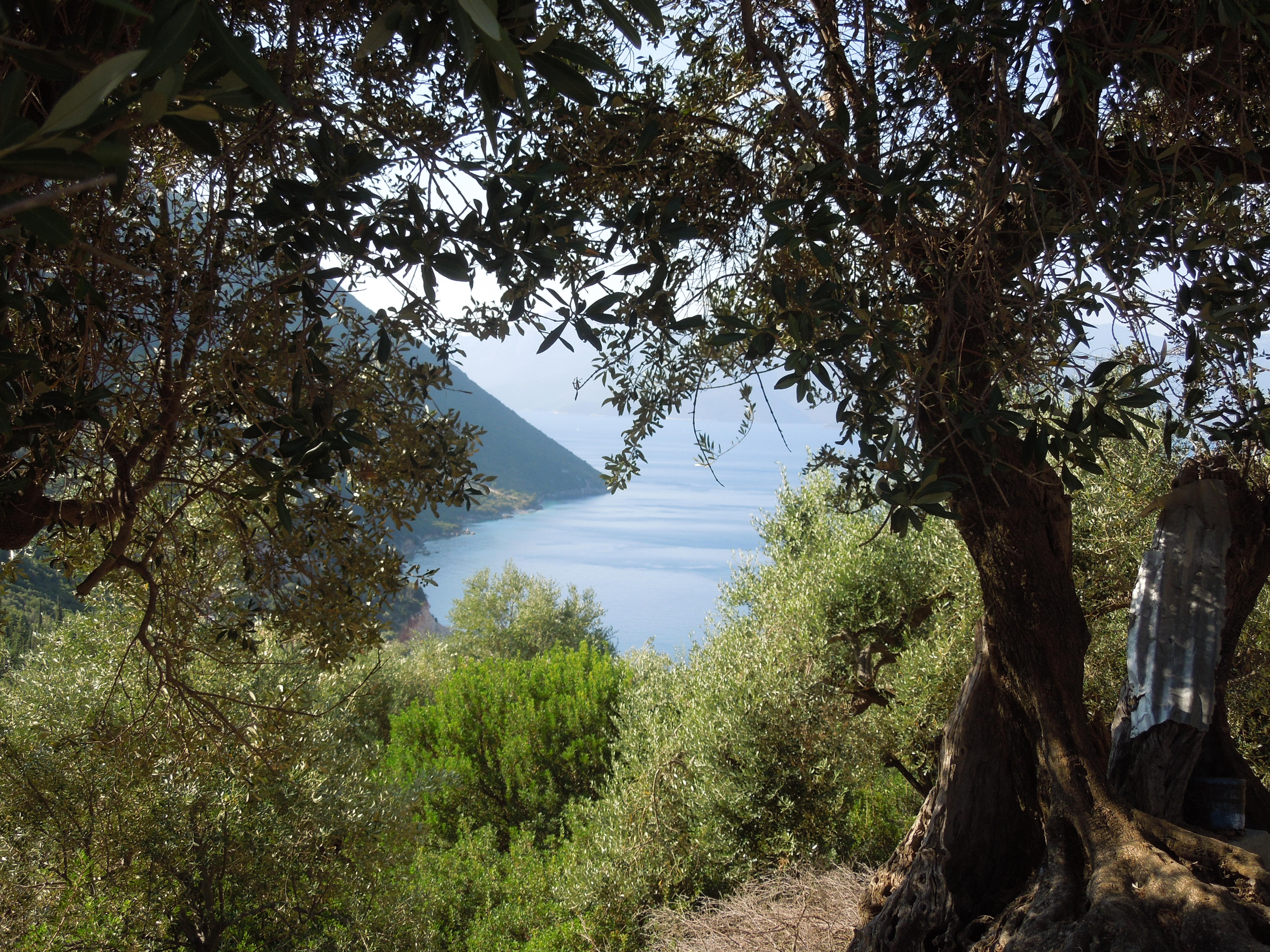
Blick vom Isthmus von Aetos auf den Molos-Golf

Der Molos-Golf (griechisch Κόλπος Μώλου – Kolpos Molou) ist eine bis zu 3 km breite und etwa 6 km lange Meeresbucht des Ionischen Meeres, die tief in die griechische Insel Ithaka an deren Ostküste einschneidet und sie nahezu in zwei Teile trennt. Nur der 620 m breite Isthmus von Aetos verbindet Nord- und Südteil der Insel. 
An der Südostseite des Golfs zweigen drei Buchten ab. Am inneren Ende der mittleren und größten befindet sich der Hauptort der Insel, das malerisch gelegene Vahty, dessen Häuser sich im Halbkreis um die Bucht erstrecken. In der Bucht von Vahty liegt die kleine, heute unbewohnte Insel Lazareto (griechisch Λαζαρέτο), auf der sich einst ein Quarantänelazarett – daher der Name der Insel – befand, das später als Gefängnis genutzt wurde. Heute steht dort eine kleine Kirche, die bei dem schweren Erdbeben im August 1953 zerstört und dann 1956 wieder aufgebaut wurde. Jedes Jahr am 6. August, dem Fest der Verklärung des Herrn, wird dort eine Wallfahrtsmesse zelebriert, zu der die Gläubigen mit Booten kommen und bei der eine alte Christusikone umhergetragen wird. Eine weitere unbewohnte Insel, Skartsoumponisi (griechisch Σκαρτσουμπονησι), liegt im Golf vor der Einfahrt in die Bucht von Vahty.
Koordinaten: 38° 23′ 24″ N, 20° 41′ 42″ O